# Дженифър Лорънс
Дженифър Лорънс (на английски: Jennifer Shrader Lawrence) е американска актриса, родена на 15 август 1990 г. За филма „Зимен дар“ получава номинация за Оскар, Златен глобус, Сателит и Гилдията на американските актьори. През 2012 година участва в блокбъстъра „Игрите на глада“, за който получава бляскави отзиви от американската критика. В края на годината отново е номинирана за Златен глобус 2013 за ролята си в „Наръчник на оптимиста“.

## Биография

### Ранни години
Лорънс е родена в Луисвил. Има двама по-големи братя, Бен и Блейнс. Родителите ѝ са Карън, която управлява лагер за деца, и Гари Лорънс. Участва в местния театър, а когато е на 14 години, решава, че мечтата ѝ е актьорска кариера, и убеждава родителите си да я заведат в Ню Йорк, за да намери талантлив агент. Междувременно работи като асистент медицинска сестра в детския лагер за деца на майка си Карън.

### Кариера в киното
През 2008 г. Дженифър участва в ролята на Агнес във филма „Къща за покер“ (The poker house). Лорънс участва в главната роля в спечелилия Сънданс филм „Зимен дар“ (2010), като с ролята си прави впечатление на критиката. Дейвид Денби от „Ню Йоркър“ признава, че не би си представил филма с друга актриса без харизмата на Лорънс. На 25 януари 2011 г. получава номинация за Оскар и става втората най-млада актриса с номинация в категорията.
Следващото ѝ участие е в комедията с черен хумор „Бобърът“ („The Beaver“), където партнира на Джоди Фостър и Мел Гибсън. Участва също във филма „Игрите на глада“ (The Hunger Games). В края на 2013 г. излиза и втората част на филма „Игрите на глада“, а именно „Игрите на глада:Възпламеняване“ (The Hunger Games:Catching Fire), в който Дженифър отново участва с ролята на Катнис Евърдийн.

### Личен живот
Дженифър е живяла в Ню Йорк през първите няколко години от кариерата си, а днес живее в Санта Моника, Калифорния.

## Награди и номинации
| Продукция                                     | Дата                | Награда                                 | Резултат  |
| Оскар                                         | Оскар               | Оскар                                   | Оскар     |
| --------------------------------------------- | ------------------- | --------------------------------------- | --------- |
| „Зимен дар“                                   | 27 февруари 2011 г. | Най-добра женска роля                   | номинация |
| „Наръчник на оптимиста“                       | 24 февруари 2013 г. | Най-добра женска роля                   | награда   |
| „Американска схема“                           | 2 март 2014 г.      | Най-добра поддържаща женска роля        | номинация |
| „Джой“                                        | 28 февруари 2016 г. | Най-добра женска роля                   | номинация |
| Награда на БАФТА                              |                     |                                         |           |
| „Наръчник на оптимиста“                       | 10 февруари 2013 г. | Най-добра актриса в главна роля         | номинация |
| „Американска схема“                           | 16 февруари 2014 г. | Най-добра актриса в поддържаща роля     | награда   |
| Златен глобус                                 |                     |                                         |           |
| „Зимен дар“                                   | 16 януари 2011 г.   | Най-добра актриса в драматичен филм     | номинация |
| „Наръчник на оптимиста“                       | 13 януари 2013 г.   | Най-добра актриса в мюзикъл или комедия | награда   |
| „Американска схема“                           | 12 януари 2014 г.   | Най-добра поддържаща актриса            | награда   |
| „Джой“                                        | 10 януари 2016 г.   | Най-добра актриса в мюзикъл или комедия | награда   |
| Сателит                                       |                     |                                         |           |
| „Зимен дар“                                   | 19 декември 2010 г. | Най-добра актриса в драматичен филм     | номинация |
| „Наръчник на оптимиста“                       | 16 декември 2012 г. | Най-добра актриса                       | награда   |
| „Американска схема“                           | 23 февруари 2014 г. | Най-добра актриса в поддържаща роля     | номинация |
| Сатурн                                        |                     |                                         |           |
| „Игрите на глада“                             | 26 юни 2013 г.      | Най-добра актриса                       | награда   |
| „Игрите на глада: Възпламеняване“             | 26 юни 2014 г.      | Най-добра актриса                       | номинация |
| „Игрите на глада: Сойка-присмехулка – част 1“ | 25 юни 2015 г.      | Най-добра актриса                       | номинация |
| Емпайър                                       |                     |                                         |           |
| „Зимен дар“                                   | 27 март 2011 г.     | Най-добър дебют                         | номинация |
| „Игрите на глада“                             | 24 март 2013 г.     | Най-добра актриса                       | награда   |
| „Игрите на глада: Възпламеняване“             | 30 март 2014 г.     | Най-добра актриса                       | номинация |
| „Американска схема“                           | 30 март 2014 г.     | Най-добра актриса в поддържаща роля     | номинация |
| „Игрите на глада: Сойка-присмехулка – част 2“ | 20 март 2016 г.     | Най-добра актриса                       | номинация |

## Филмография
| Година | Филм                                        | Оригинално заглавие                   | Роля                     | Режисьор          | Бележки |
| ------ | ------------------------------------------- | ------------------------------------- | ------------------------ | ----------------- | --- |
| 2008   |                                             | Garden Party                          | Тиф                      |                   | |
| 2008   |                                             | The Poker House                       | Агнес                    |                   | |
| 2008   |                                             | The Burning Plain                     | Мариана                  |                   | |
| 2010   | Зимен дар                                   | Winter's Bone                         | Рий Доли                 | Дебра Граник      | |
| 2011   | Луди от любов                               | Like crazy                            | Сам                      |                   | |
| 2011   | Бобърът                                     | The beaver                            | Нора                     |                   | |
| 2011   | Х-Мен: Първа вълна                          | X-Men: First Class                    | Мистик                   | Матю Вон          | |
| 2012   | Игрите на глада                             | The Hunger Games                      | Катнис Евърдийн          |                   | |
| 2012   | Наръчник на оптимиста                       | Silver Linings Playbook               | Тифани Максуел           | Дейвид Ръсел      | - Златен глобус за най-добра актриса в мюзикъл или комедия - Оскар за най-добра женска роля - номинация – Награда на БАФТА за най-добра актриса в главна роля |
| 2012   |                                             | House at the End of the Street        | Елиса Касиди             |                   | |
| 2013   |                                             | The Devil You Know                    | Зои Хюз                  |                   | |
| 2013   | Игрите на глада: Възпламеняване             | The Hunger Games: Catching Fire       | Катнис Евърдийн          | Франсис Лоурънс   | |
| 2013   | Американска схема                           | American Hustle                       | Розалин Розенфелд        | Дейвид О. Ръсел   | |
| 2014   | Х-Мен: Дни на отминалото бъдеще             | X-Men: Days of Future Past            | Рейвън Даркхолм / Мистик | Брайън Сингър     | |
| 2014   | Серена                                      |                                       | Серена Памбертън         |                   | |
| 2014   | Игрите на глада: Сойка-присмехулка – част 1 | The Hunger Games: Mockingjay – Part 1 | Катнис Евърдийн          | Франсис Лоурънс   | |
| 2015   | Игрите на глада: Сойка-присмехулка – част 2 | The Hunger Games: Mockingjay – Part 2 | Катнис Евърдийн          | Франсис Лоурънс   | |
| 2015   | Джой                                        | Joy                                   | Джой Мангано             | Дейвид Оуен Ръсел | |
| 2016   | Х-Мен: Апокалипсис                          | X-Men: Apocalypse                     | Рейвън Даркхолм / Мистик | Брайън Сингър     | |
| 2016   | Пасажери                                    | Passengers                            | Аурора Лайн              | Мортен Тилдум     | |
| 2017   | Майка!                                      | Mother!                               | необявено                |                   | |
| 2018   | Червената лястовица                         |                                       | Доминика Егорова         |                   | |